# The War on Drugs (Film)
The War on Drugs ist ein Dokumentarfilm über den Krieg gegen Drogen. Es ist der zweite Film von parallel universe.
Der Film schildert anhand dreier zentraler Schauplätze, wie der Krieg gegen Drogen geführt wird: Der offene Krieg in Kolumbien, die Gefängnisindustrie in den USA und die Arbeit der US-Polizeieinheit DEA stehen im Zentrum des Filmes.
In Kolumbien versuchen die Vereinigten Staaten seit nunmehr acht Jahren, mit Plan Colombia gegen den Drogenhandel vorzugehen. Die Arbeit der DEA (Drug Enforcement Administration) steht im Zentrum des zweiten Drittel des Filmes. Im letzten Teil zeigt der Film, wie in den USA versucht wird, die Drogenprohibition durch drakonische Strafen durchzusetzen.
Der Film wurde bei der Diagonale 2007 zum ersten Mal öffentlich aufgeführt und startete am 12. Oktober 2007 in österreichischen Kinos. Am 17. Januar 2008 startete der Film in Spanien. Gleichzeitig mit dem Kinostart wurde der Film auch sofort als bezahlter Download verfügbar. Ursprünglich via der Dokumentarfilmplattform doc-air, welche 2009 Teil der Plattform DOC Alliance wurde, kann der gesamte Film im DivX-Format heruntergeladen werden.